# Вилем VI фон Хорн-Алтена
Вилем VI (VII/VIII) фон Хорн-Алтена (на немски: Wilhelm VI (VII/VIII) von Horn; на нидерландски: Willem VI van Horne; * 1357/1358; † 25 октомври 1415, убит при Аженкур, Франция, или † 4 август 1417) е от 1369 г. господар/граф на Хорн-Алтена и Веерт в Лимбург, Нидерландия.

## Биография
Той е син на господар/граф Вилем V фон Хорн-Алтена († 1357) и съпругата му Мехтилд фон Аркел († сл. 1376), дъщеря на Ян/Жан IV фон Аркел († 1360) и Ирменгард фон Клеве († 1362), дъщеря на граф Ото фон Клеве († 1310). Майка му Мехтилд фон Аркел се омъжва сл. 1357 г. втори път за Балдуин III фон Щайнфурт († 1394/1395).
Брат е на Дирк ван Хорн († 1402), епископ на Оснабрюк (1376 – 1402). Полубрат е на Лудолф VIII фон Щайнфурт († 1421) и Перонета фон Щайнфурт († 1404), омъжена 1370 г. за граф Бернхард фон Бентхайм († 1421).
Вилем VI фон Хорн-Алтена е убит на 25 октомври 1415 г. в битката при Аженкур, Франция на 58 години , или умира на 4 август 1417 г.

## Фамилия
Вилем VI фон Хорн-Алтена се жени пр. 20 май 1374 или ок. 19 май 1375 г. за Йохана фон Хайнсберг (Лоон-Спанхайми) († пр. 20 август 1416), дъщеря на граф Готфрид II фон Лоон-Хайнсберг († 1395) и херцогиня Филипа фон Юлих († 1390), дъщеря на херцог Вилхелм I фон Юлих († 1361). Те имат децата:
- Вилем VII фон Хорн-Алтена (* ок. 1380; † 21 юли 1433), от 1414 г. господар/граф на Хорн-Алтена и Веерт, женен на 23 януари 1417 г. за Жана де Монтигни (* ок. 1389; † 1427)
- Мехтхилд фон Хорн († 1459), абатиса в Торн (Лимбург) (1397 – 1459)
- Ода (Ида) фон Хорн († сл. 1442), омъжена на 28 януари 1417 г. за Йохан II фон Гемен († сл. 8 март 1458)
- Маргарета фон Хорн (* 1380; † 23 ноември 1459)
- Арнолд фон Хорн
- Изабела фон Хорн
- Йохана фон Хорн († 28 януари 1417)